# Хованский, Иван Иванович Жердь
Князь Иван Иванович Хованский по прозванию Жердь (ум. после 29 февраля 1553) — воевода во времена правления Василия III Ивановича и Ивана IV Васильевича Грозного.

## Биография
Из княжеского рода Хованских. Сын князя Ивана Ивановича Мынника Хованского. Имел братьев: князей и воевод Фёдора Ивановича Телицу и Петра Ивановича.
В 1521 году пятый воевода, послан завоёвывать Литовскую землю. В 1531 году воевода в Кашире. В 1538 году воевода правой руки войск стоящих на Угре. В 1539 году первый воевода в Серпухове. В 1541—1542 годах продал деревню Рассольниково в Раховском стане за 80 рублей. В 1542 году первый воевода Сторожевого полка в Коломне. В марте 1542 года, записан среди московских детей боярских Волока Ламского, которые «в думе не живут, а при послах в избе были». В 1545—1546 годах продал село Курьяново в Хованском стане Волокаламского уезда за 300 рублей. В феврале 1553 года сделал вклад 20 рублей в Троице-Сергиев монастырь по своим родителям.
Умер после 29 февраля 1553 года. По родословной росписи показан бездетным.